# Comuni della Repubblica Ceca (C)
Questa pagina contiene l'elenco dei comuni cechi il cui nome inizia con la lettera C.
Per ciascun comune sono indicati il distretto e la regione d'appartenenza. I comuni che hanno lo status di città (město) sono indicati in grassetto, quelli che hanno lo status di comune mercato (městys) in corsivo.
| Comune                          | Distretto         | Regione             |
| ------------------------------- | ----------------- | ------------------- |
| Cebiv                           | Tachov            | Plzeň               |
| Cehnice                         | Strakonice        | Boemia meridionale  |
| Cejle                           | Jihlava           | Vysočina            |
| Cekov                           | Rokycany          | Plzeň               |
| Cep (Repubblica Ceca)           | Jindřichův Hradec | Boemia meridionale  |
| Cerekvice nad Bystřicí          | Jičín             | Hradec Králové      |
| Cerekvice nad Loučnou           | Svitavy           | Pardubice           |
| Cerekvička-Rosice               | Jihlava           | Vysočina            |
| Cerhenice                       | Kolín             | Boemia centrale     |
| Cerhonice                       | Písek             | Boemia meridionale  |
| Cerhovice                       | Beroun            | Boemia centrale     |
| Cetechovice                     | Kroměříž          | Zlín                |
| Cetenov                         | Liberec           | Liberec             |
| Cetkovice                       | Blansko           | Moravia meridionale |
| Cetoraz                         | Pelhřimov         | Vysočina            |
| Cetyně                          | Příbram           | Boemia centrale     |
| Cidlina                         | Třebíč            | Vysočina            |
| Cikháj                          | Žďár nad Sázavou  | Vysočina            |
| Církvice (Kolín)                | Kolín             | Boemia centrale     |
| Církvice (Kutná Hora)           | Kutná Hora        | Boemia centrale     |
| Císařov                         | Přerov            | Olomouc             |
| Cítoliby                        | Louny             | Ústí nad Labem      |
| Citice                          | Sokolov           | Karlovy Vary        |
| Citonice                        | Znojmo            | Moravia meridionale |
| Citov                           | Přerov            | Olomouc             |
| Cítov                           | Mělník            | Boemia centrale     |
| Cizkrajov                       | Jindřichův Hradec | Boemia meridionale  |
| Cotkytle                        | Ústí nad Orlicí   | Pardubice           |
| Crhov                           | Blansko           | Moravia meridionale |
| Ctětín                          | Chrudim           | Pardubice           |
| Ctiboř (Boemia centrale)        | Benešov           | Boemia centrale     |
| Ctiboř (Plzeň)                  | Tachov            | Plzeň               |
| Ctidružice                      | Znojmo            | Moravia meridionale |
| Ctiměřice                       | Mladá Boleslav    | Boemia centrale     |
| Ctiněves                        | Litoměřice        | Ústí nad Labem      |
| Cvikov                          | Česká Lípa        | Liberec             |
| Cvrčovice (Boemia centrale)     | Kladno            | Boemia centrale     |
| Cvrčovice (Moravia meridionale) | Brno-venkov       | Moravia meridionale |